# Aaron Scotus
Aaron Scotus (mort en 1052, probablement le 14 décembre, à environ 60 ans,) est un abbé, musicien et théoricien de la musique irlandais. Il est parfois appelé Aaron l’Écossais (bien qu'à l'époque le terme Scotus désigne un Irlandais), Aaron de Saint-Martin ou  Aaron de Cologne.

## Biographie
Bénédictin, Scotus fait dans sa jeunesse un pèlerinage à Cologne au couvent Saint-Martin dont il devient l'abbé en 1042. Il sera plus tard abbé de Saint-Pantaleon.

## Compositeur
Il semble qu'il soit le premier à avoir introduit le chant grégorien lors des services du soir en Allemagne. Il a rédigé deux traités historiquement importants : De utilitate cantus vocalis et de modo cantandi atque psallendi et De regulis tonorum et symphoniarum.  La bibliothèque de Saint-Martin à Cologne conserve son œuvre Tractatum de utilitate cantus vocalis et de modo cantandi atque psallendi.